# Стоянка Сливкова
Стоянка Гергева-Сливкова е българска учителка в Македония.

## Биография
Завършва Старозагорското класно девическо училище при Анастасия Тошева. След завършването си е изпатена като учителка в учебната 1868/1869 година. Преподава в Охрид през 70-те години на XIX век.